# Julio Zapata

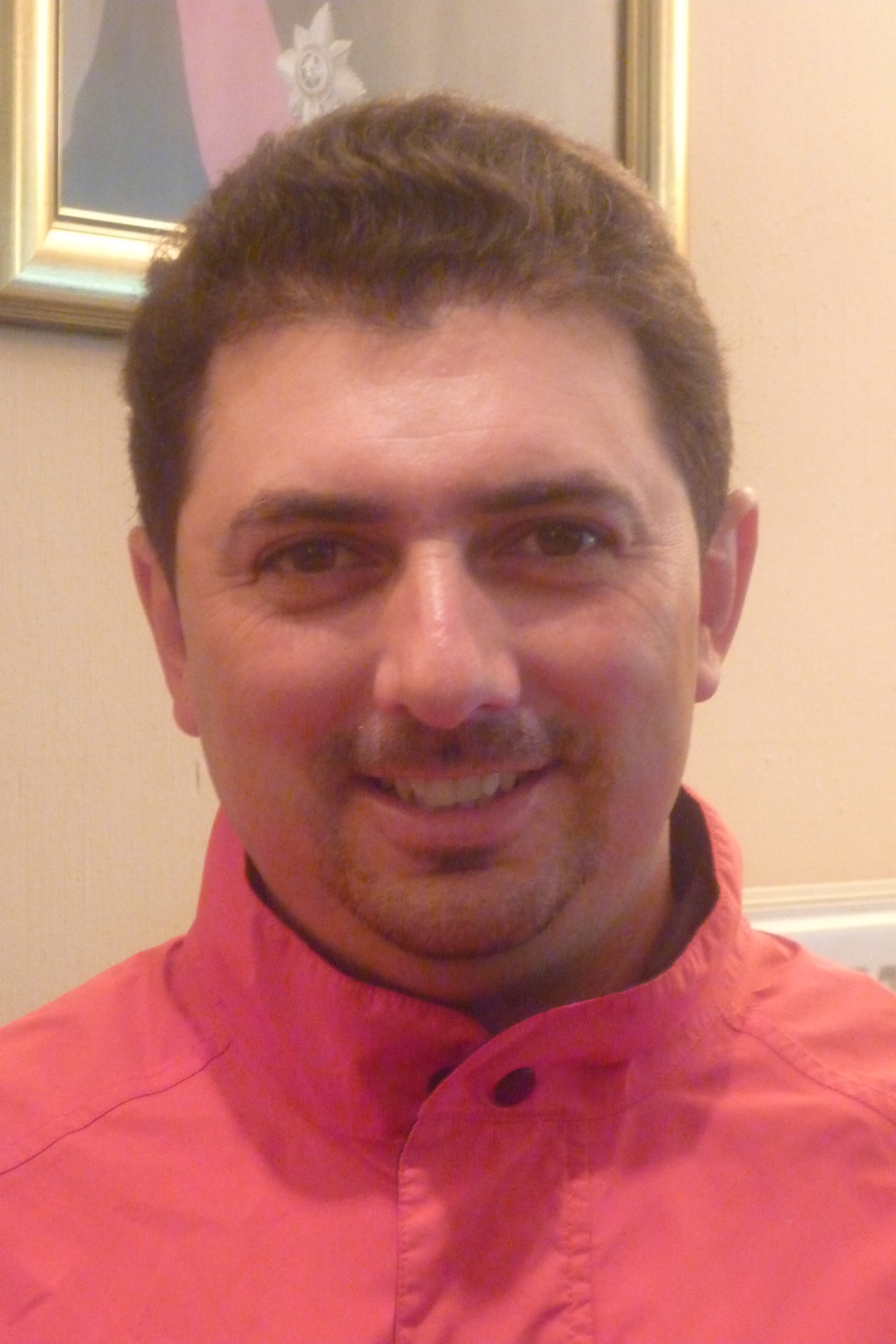
Zapata in 2010

Julia Cesar Zapata (Rafaela, 22 juli 1976) is een Argentijns golfprofessional.

## Carrière
Zapata werd in 1997 professional. In 2005 was hij nummer 2 op de Argentijnse rangorde, en in 2006 nummer 3.
Op de Tour de las Americas (TLA) won hij de Players Championship, waarbij hij zijn beste ronde ooit maakte met een score van −13.
In 2007 speelde hij op de Europese Challenge Tour (CT), waar hij acht top-10 plaatsen haalde, tweede werd in Ierland, en op de 15de plaats van de Order of Merit belandde. In 2008 speelde hij op de Europese PGA Tour (ET). Op de Order of Merit werd hij 158ste, dus in 2009 was hij weer terug op de Europese Tour.
Zijn laatste overwinning was het South Open (Abierto del Sur), dat in Mar del Plata wordt gespeeld.

## Gewonnen

### Nationaal
De PGA Tour van Argentinië heet de TPG Tour.  
- 2000: Parana Open (TPG)
- 2002: La Cumbre Grand Prix
- 2003: Villa Mercedes Open (TPG)
- 2004: San Nicolas Grand Prix
- 2005: Norpatagonico Open (TPG)
- 2006: Tandil Open (TPG)
- 2007: Parana Open (TPG)
- 2008: Salta Open (TPG), South Open

### Tour de las Americas
- 2006: TLA Players Championship in Mexico
- 2010: La Roca Santo Domingo Chile